# Asger Røjbek Sørensen
Asger Røjbek Sørensen (født 14. april 2003 i Svaneke) er en cykelrytter fra Danmark, der kører for BHS-PL Beton Bornholm.

## Karriere
Røjbek Sørensen begyndte i ungdomsårene af cykle hos Bornholms Cycle Club. I august 2021 deltog han for fjerde gang ved Bornholmsmesterskabet i landevejscykling. Her vandt han løbet, da han i en spurt besejrede den forsvarende mester Benjamin Sommer. Som seniorrytter rykkede han i foråret 2022 op i B-klassen, den andenbedste række i Danmark. Det var første gang siden 2007 at Bornholms CC havde haft en B-rytter. Ved DM i landevejscykling 2022 for U23-ryttere den 19. juni, var det første gang at Røjbek Sørensen deltog i et løb som var længere end 160 km.

### BHS-PL Beton Bornholm
Den 9. november 2022 blev det offentliggjort, at Asger Røjbek Sørensen fra 2023-sæsonen skulle repræsentere det danske kontinentalhold BHS-PL Beton Bornholm. I forårssæsonen forsatte han som B-rytter, mens han færdiggjorde det sidste halve år af sin studentereksamen på Campus Bornholm, og derefter blev han rykket op i A-klassen.